# Fano Calcio 1997-1998
Questa pagina raccoglie le informazioni riguardanti il Fano Calcio nelle competizioni ufficiali della stagione 1997-1998.

## Rosa
| N. |                   | Ruolo | Calciatore                 |
| -- | ----------------- | ----- | -------------------------- |
|    | Italia (bandiera) | C     | Enrico Bonaldo             |
|    | Italia (bandiera) | C     | Andrea Casonato            |
|    | Italia (bandiera) | D     | Massimo Castelli           |
|    | Italia (bandiera) | C     | Alberto Catani             |
|    | Italia (bandiera) | C     | Daniele Cinelli            |
|    | Italia (bandiera) | A     | Simone Colantuono          |
|    | Italia (bandiera) | D     | Francesco Paolo Costantino |
|    | Italia (bandiera) | C     | Danilo Cuppellaro          |
|    | Italia (bandiera) | A     | Guglielmo Marco De Feis    |
|    | Italia (bandiera) | D     | Riccardo Gabbianelli       |
|    | Italia (bandiera) | D     | Cristiano Gagliarducci     |
|    | Italia (bandiera) | P     | Paolo Ginestra             |
|    | Italia (bandiera) | A     | Emiliano Malaccari         |

| N. |                       | Ruolo | Calciatore            |
| -- | --------------------- | ----- | --------------------- |
|    | Italia (bandiera)     | C     | Andrea Mazzaferro     |
|    | Italia (bandiera)     | P     | Massimiliano Mugnai   |
|    | San Marino (bandiera) | A     | Andy Selva            |
|    | Italia (bandiera)     | D     | Ivan Sottini          |
|    | Italia (bandiera)     | A     | Stefano Stefanelli    |
|    | Italia (bandiera)     | A     | Maurizio Tacchi (III) |
|    | Italia (bandiera)     | C     | Emiliano Testini      |
|    | Italia (bandiera)     | D     | Paolo Ulivi           |
|    | Italia (bandiera)     | P     | Gianluigi Valleriani  |
|    | Italia (bandiera)     | C     | Luca Vitali           |
|    | Italia (bandiera)     | D     | Mario Volcan          |
|    | Italia (bandiera)     | D     | Christian Zanvettor   |